# بيكي دوني
بيكي دوني (بالإنجليزية: Becky Downie) هي لاعبة جمباز فني بريطانية، ولدت في 24 يناير 1992 في نوتنغهام في المملكة المتحدة.

## وصلات خارجية
- الموقع الرسمي
- بيكي دوني على موقع الاتحاد الدولي للجمباز (licence) (الإنجليزية)
- بيكي دوني على موقع الاتحاد الدولي للجمباز (biography) (الإنجليزية)
- بيكي دوني على موقع اللجنة الأولمبية الدولية (الإنجليزية)
- بيكي دوني على موقع أوليمبيديا (الإنجليزية)
- بيكي دوني على موقع اللجنة الأولمبية البريطانية (الإنجليزية)
- بيكي دوني على موقع اتحاد ألعاب الكومنولث (مؤرشف) (الإنجليزية)
- بيكي دوني على موقع اتحاد ألعاب الكومنولث (مؤرشف) (الإنجليزية)
- بيكي دوني على موقع دورة ألعاب الكومنولث 2006 (مؤرشف) (الإنجليزية)